# اعتراضات تابستان ۱۴۰۰ ایران
اعتراضات تابستان ۱۴۰۰ به سلسله اعتراض‌های مردمی و ضد حکومتی اشاره دارد که ۲۴ تیر ۱۴۰۰ از شهرهای مختلفی در استان خوزستان آغاز شد به چندین استان دیگر گسترش یافت. این اعتراض‌ها با موضوع بی‌آبی خوزستان گسترش یافت و پس از سرکوب شدید معترضان مطالبات و شعارها سیاسی و علیه نظام جمهوری اسلامی شد. عمدهٔ این اعتراض‌ها در شهرهای اهواز، هویزه، شادگان، حمیدیه، آبادان خرمشهر، بستان، سوسنگرد، دزفول و ایذه روی داده و به استان‌های دیگر از جمله تهران، کرمانشاه، اصفهان، بوشهر، لرستان، کردستان، آذربایجان شرقی، خراسان شمالی و البرز گسترش یافته است. در این اعتراضات بر اثر شلیک مستقیم و پرتاب گاز اشک‌آور نیروهای امنیتی به سمت معترضان تعدادی زخمی و کشته شدند.

## زمینه

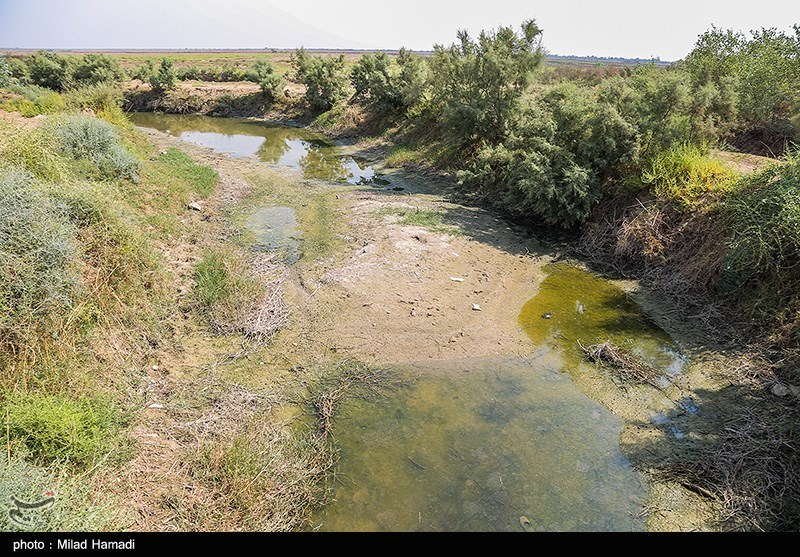
بازگشت آب به هورالعظیم، یک مرداد ۱۴۰۰

### مسائل زیست‌محیطی
علت اصلی اعتراض‌ها در خوزستان، کم‌آبی است و با توجه به گرمای هوا و خشک شدن تالاب‌ها و رودخانه‌های کوچک، همچنین سد سازی متعدد بر رودهای خوزستان باعث فشار بر مردم خوزستان و اعتراض آنها به نحوه مدیریت آب حکومت ایران است.
خبرگزاری فارس، وابسته به سپاه پاسداران، در گزارشی «شبکه‌های بیگانه» را مقصر معرفی کرد و نوشت که «با انتشار خبر صدور مجوز پروژه‌های جدید انتقال آب کارون و همچنین خشک شدن رودخانه کرخه و هورالعظیم» این شبکه‌ها «با هدف ایجاد آشوب و ناآرامی اقدام به تحریک احساسات مردم کردند». بخشی از منابع آب چهارمحال و بختیاری در پروژه تونل ۶۴ کیلومتری بهشت آباد، به استان اصفهان منتقل شود که این موضوع با مخالفت نمایندگان استان خوزستان مواجه شده است.

#### خشک کردن هورالعظیم
معصومه ابتکار، رئیس پیشین سازمان حفاظت محیط زیست، اعلام کرد با اینکه این سازمان مخالف خشک کردن هورالعظیم برای استخراج نفت بود اما در سال ۸۹ آب به روی این تالاب بسته شد. او ویدیویی را منتشر کرد که در آن از جمله به سخنان معاون سازمان محیط زیست و معاون وزیر رفاه دربارهٔ مجوز شورای عالی امنیت ملی به چینی‌ها برای خشکاندن هورالعظیم اشاره شده است.

«چینی‌ها بخاطر ارزانتر شدن پروژه پیشنهاد خشک شدن هور را دادند که متأسفانه شورای عالی امنیت ملی هم آن را می‌پذیرد»

احمدرضا لاهیجان زاده، معاون محیط زیست دریایی سازمان حفاظت محیط زیست ایران
احمدرضا لاهیجان زاده، معاون دریایی سازمان حفاظت محیط زیست، گفته بود که ژاپنی‌ها تا دهه ۱۳۸۰ برای استخراج نفت در حوزه‌های آزادگان و یادآوران از تکنولوژی سطح بالایی استفاده می‌کردند اما چینی‌ها حاضر به استفاده از فناوری‌های نوین نشدند و سرانجام توانستند در سال ۸۹ مجوزی از شورای عالی امنیت ملی به نفع خود بگیرند.
شماری از کارشناسان و گفتند که این شرکت‌ها «به خاطر ارزان‌تر شدن پروژه‌شان پیشنهاد خشک کردن هورالعظیم را دادند.» احمد میدری معاون وزیر رفاه نیز گفت که خشک کردن تالاب هورالعظیم بدون اجازه سازمان حفاظت محیط زیست بود و آنها از «شوراهای بالادستی» مجوز گرفته بودند.
محمد درویش فعال محیط زیست علت نابودی هورالعظیم را «شرکت نفت و وزارت نفت» دانسته که «می‌خواهد استخراج نفت را به پیمانکار چینی بدهد. پیمانکار چینی هم در زمان دولت احمدی‌نژاد گفته بود که اگر این تالاب خشک باشد، قیمت‌ها را ۲۰درصد پایین می‌آورم. آنها به این نتیجه رسیدند که بهتر است تالاب را خشک کنند!» همچنین برای استخراج نفت از «هورالعظیم» در دل هور جاده کشیدند، دکل زدند و آن را به شوره‌زاری بدل کردند که به منشأ ریزگردها برای دیگر شهرستان‌ها بدل شده است.
ساختن سد کرخه از سمت ایران روند خشکاندن تالاب هورالعظیم را تسهیل کرده و «به بهانه بارگذاری در بخش کشاورزی، دشت عباس و مناطقی در منطقه سوسنگرد، هویزه، بستان و درواقع پایه آب حوضه آبریز کرخه، اجازه ندادند که آب وارد هورالعظیم شود.» «کوچک‌سازی» هورالعظیم را از طریق تقسیم آن به پنج حوضچه از اولین مراحل خشکاندن این تالاب دانسته و توضیح داده: «آن محدوده کوچک را هم به ۵ حوضچه تقسیم کردند که کاملاً با ماهیت یک تالاب اکولوژیک تفاوت دارد زیرا وسط یک تالاب که نباید دیوار، دریچه و داکت باشد!»
تداوم کشاورزی سنتی با ابزارآلات فرسوده و شلتوک‌کاری در فصل‌های ممنوعه زیر نظر جهادکشاورزی در مسیر آب این تالاب نیز از دلایل خشک شدن آن عنوان شده است.

## روزشمار

### ۲۴ تیر
شامگاه پنج‌شنبه ۲۴ تیر شماری از شهرهای خوزستان از جمله «اهواز، آبادان، حمیدیه، شادگان، ملاثانی، قلعه چنعان، ماهشهر، بستان و کوت عبدالله» مردم معترض به بی‌آبی و قطعی مکرر برق دست به تظاهرات زدند و در شهرهای ماهشهر، کوت عبدالله و ملاثانی جاده‌ها را بسته و لاستیک خودرو آتش زدند. معترضان شعارهایی از قبیل «رودخانه تشنه است--آبش را می‌خواهد»، «به نام دین ما را غارت کردند» و «جان و خون‌مان فدای کارون» سر می‌دادند.

### ۲۵ تیر
روز جمعه ۲۵ تیر جمعی از خوزستانی‌های مقیم مشهد در حرم علی ابن موسی الرضا شروع به اعتراض کردند. معترضان با آتش زدن لاستیک و ایجاد راهبندان ترافیک شدیدی را در حرم و خیابان‌های اطراف آن ایجاد کردند همچنین در شادگان یک جوان ۳۰ ساله به‌نام مصطفی نعیماوی بنابر گفته شاهدان عینی براثر شلیک نیروهای امنیتی به معترضان کشته شد.

### ۲۶ تیر
مردم معترض در منطقه شاوور به بستن جاده اهواز-اندیمشک اقدام کردند، در کوت عبدالله اهواز نیروهای امنیتی با شلیک مستقیم به سمت معترضان تعدادی را زخمی و ۱ نوجوان به‌نام قاسم خضیری ناصری ۱۷ ساله بر اثر اصابت گلوله نیروهای امنیتی زخمی و در بیمارستان جان باخت. یک جوان دیگر به‌نام علی مزرعه در این اعتراضات مورد اصابت گلوله و شلیک مستقیم قرار گرفته و کشته شد.

### ۲۷ تیر
در چهارمین شب اعتراضات خوزستان، در شهرهای مختلف استان، از جمله اهواز، سوسنگرد، شاوور، شوش، کرخه و شادگان ادامه داشت، به‌طور خاص نیروهای امنیتی با تیراندازی و پرتاب گاز اشک‌آور و فلفل به سمت معترضان و هجوم موتورسواران مسلح به تظاهرکنندگان در سوسنگرد باعث زخمی شدن تعدادی از معترضان شدند.

### ۲۸ تیر
مردم شهرهای مختلف استان خوزستان از جمله شهرهای اهواز، دزفول، شوش، کرخه، شادگان، اندیمشک، رامهرمز، شوشتر و سوسنگرد به خیابان‌ها آمدند. در سوسنگرد تعداد زیادی از مردم در برابر فرمانداری دشت آزادگان تجمع کرده و خواستار برکناری او شده و شعار می‌دادند: «فرماندار بی‌غیرت، استعفا استعفا»، آن‌ها با دادن شعار خواستار آزاد کردن بازداشت‌شدگان شدند. مردم معترض در اهواز شعار می‌دادند: «بالروح، بالدم، نفدیک یا اهواز (جان و خون‌مان فدای تو ای اهواز)»، در ویدئوهای موجود در شبکه‌های اجتماعی نشان داده می‌شود که نیروهای انتظامی با شلیک و پرتاب گاز اشک‌آور درصدد سرکوب و متفرق کردن مردم هستند که متقابلاً معترضان با پرتاب سنگ پاسخ می‌دهند.
همچنین معترضان در شهر بجنورد استان خراسان شمالی در بلوار تربیت این شهر تجمع کردند و شعارهایی از قبیل از خوزستان باغیرت حمایت حمایت و خراسان بیدار است حامی خوزستان است را سردادند بر اساس ویدئوهایی که در شبکه اجتماعی گذاشته شده، مردم استان لرستان که در همسایگی استان خوزستان هستند در همبستگی با مردم خوزستان، در جاده‌هایی که به خوزستان می‌رود با ایجاد راهبندان تلاش می‌کنند از گسیل نیروهای کمکی امنیتی و انتظامی به این استان جلوگیری کنند.

### ۲۹ تیر
در ششمین روز اعتراضات گزارش‌ها از کشته‌شدن دستکم ۲ تن، یک جوان ۱۶ساله به نام محمد عبداللهی و جوانی دیگر به نام هادی بهمنی در ایذه و یک جوان به‌نام محمد منصور کروشات از محله ثوره اهواز توسط نیروهای امنیتی خبر دادند. شهرهای ایذه، سوسنگرد، شلنگ آباد، کوت عبدالله اهواز، شوشتر، دزفول، خرمشهر، آبادان، بهبهان، رامشیر، ویس، دارخوین، ماهشهر و اهواز در این شب ملتهب گزارش شدند. در ویدئوهای پخش شده در شبکه‌های اجتماعی از تجمعات مردمی، شعارهایی نظیر «بختیاری با عرب، اتحاد، اتحاد»، «مرگ بر اصل ولایت فقیه»، «رضا شاه روحت شاد»، «رضا شاه شرمنده‌ایم»، «مرگ بر خامنه‌ای» و «جمهوری اسلامی، نمی‌خوایم، نمی‌خوایم» به گوش می‌رسد. بسته شدن پل سلیج در آبادان، پل مارون در بهبهان و جاده ایذه به دهدز گزارش شد. کاربران خوزستانی در رسانه‌های اجتماعی خبر از قطع گسترده تلفن‌های همراه اپراتورهای ایرانسل و همراه اول در شهرهایی همچون اهواز و شادگان دادند. مردم معترض طی تظاهراتی در شهر دارخُوین که در جاده اهواز به آبادان واقع شده، شعار «کَلا کلا لتهجیر» (نه به کوچ اجباری) سر می‌دهند. در ایذه نیروهای امنیتی با پرتاب گاز اشک‌آور و شلیک به سمت تظاهرکنندگان درصدد سرکوب و متفرق کردن معترضان بودند که باعث زخمی شدن تعدادی از معترضین و کشته شدن ۲ شهروند ایذه‌ای شد.

### ۳۰ تیر
هفتمین روز اعتراضات گسترده مردم خوزستان در شهرهای مختلف استان از جمله در شهرهای اهواز، شادگان، سوسنگرد، مسجد سلیمان، الهایی، بهبهان و دزفول ادامه داشت. اینترنت در سوسنگرد با اختلال مواجه شده است. سرویس آمریکایی نت‌بلاکس این موضوع را تأیید کرد. در مسجد سلیمان و بهبهان مردم در تظاهرات و تجمعات خود شعارهای ضد حکومتی سردادند و معترضان جاده اصلی بهبهان- شیراز را بسته و پل زیدون بهبهان را آتش زده و جاده‌های ورودی به شهر را بسته‌اند. در اهواز صدها نفر دست به تظاهرات و راه‌پیمایی زده و با آتش زدن لاستیک برخی از خیابان‌ها را بستند. در شادگان مردم معترض در راه‌پیمایی شعار «هیهات من الذله» سردادند. در تظاهرات و راهپیمایی در شهر شاوور در جنوب شرقی شوش دانیال صدای شلیک و تیراندازی می‌آمد و در سوسنگرد به گفته شاهدان عینی نیروهای حکومتی به آتش زدن مغازه‌ها و دارایی مردم دست زدند. در مسجد سلیمان شهروندان معترض در راه‌پیمایی و تظاهرات خود ار شعار «بختیاری با غیرت، اتحاد، اتحاد» استفاده می‌کردند. شهرها و استان‌های دیگر ایران از جمله در مشهد تظاهرات و تجمعاتی در حمایت از مردم خوزستان صورت گرفته و شعارهایی همچون «خوزستان حمایتت می‌کنیم»، «مرگ بر دیکتاتور» و «می‌کشم آنکه برادرم کشت» سر داده‌اند. در کرمانشاه مردم در حمایت با اعتراضات مردم خوزستان راه‌ها و جاده‌ها را مسدود کردند.

### ۳۱ تیر
هشتمین روز و شب اعتراضات مردم خوزستان در شهرهای مختلف استان ادامه داشت، از جمله در شامگاه پنج‌شنبه در ماهشهر و شادگان با وجود گسیل نیروهای امنیتی، اعتراضاتی برگزار شد. در حمایت از اعتراضات مردم خوزستان در الیگودرز در استان لرستان، در برازجان و بندر گناوه در استان بوشهر، مشهد و شاهین شهر در استان اصفهان مردم در خیابان‌ها تجمعات و اعتراضاتی را برگزار کردند. در الیگودرز معترضان با آتش زدن لاستیک برخی از خیابان‌ها را بستند و تعدادی از معترضان هدف گلوله قرار گرفته‌اند. در شاهین شهر اصفهان مردم معترض در شعارهایشان، شعار «هیهات من الذله» سرداده‌اند. در مشهد معترضان با تجمع در ایستگاه متروی فلسطین این شهر تجمع برگزار کردند و شعارهای خوزستان حمایتت می‌کنیم و می‌کشم میکشم آنکه برادرم کشت را سردادند در این روز مراسم خاک‌سپاری هادی بهمنی، نوجوان هفده ساله‌ای که در شب ۲۹ تیر در ایذه کشته شد، با وجود تدابیر شدید امنیتی برای جلوگیری از هرگونه تجمع با حضور جمعیتی انبوه با شعار «مرگ بر خامنه‌ای» برگزار شد.

### ۱ مرداد
در نهمین روز و شب اعتراضات مردم خوزستان با وجود تدابیر امنیتی شدید تجمعات و اعتراضات در شهرهای استان و دیگر شهرهای استان‌های هم‌جوار در حمایت از مردم خوزستان ادامه داشت. در ماهشهر مردم در نقاطی از شهر تجمع کرده و شعار می‌دادند. در اهواز در کوی دایره معترضان با آتش زدن لاستیک و دیگر اشیا خیابان‌های این منطقه را مسدود کرده‌اند. همچنین در شبکه‌های اجتماعی ویدئوهایی از تجمع در حمایت از مردم خوزستان در میبد یزد نشان داده شد. در شهرهای اهواز، سوسنگرد، شادگان، حمیدیه، شوش و ماهشهر دستگیری‌های گسترده‌ای وجود داشته که بازداشت‌شدگان را به مناطق نامعلومی برده‌اند. در سوسنگرد در حالی که دمای هوا ۴۸ درجه می‌باشد، برق و اینترنت کاملاً قطع هستند.

### ۲ مرداد
در دهمین روز اعتراضات به بی‌آبی در خوزستان، در حمایت از مردم این استان، صدها نفر از مردم مشهد در یک فراخوان دست به تظاهرات زدند. آنها شعار می‌دادند: «خراسان بیدار است، حامی خوزستان است» و «برای مردن حاضریم، سربازان نادر ایم» و همچنین به موتورسواران نیروی انتظامی و نیروهای یگان ویژه که به آنها حمله می‌کردند، می‌گفتند: «بی‌شرف، بی‌شرف» تظاهرات در حمایت از مردم خوزستان در، بجنورد، سقز و استان‌های اردبیل، لرستان، اصفهان، تهران، البرز برگزار شد و شعارهایی علیه ارکان‌ها و مقامات جمهوری اسلامی سردادند. معترضان تبریزی نیز با شعارهای «آذربایجان اویاقدیر، خوزستانا دایاقدیر» (آذربایجان بیدار است، پشتیبان خوزستان است)، «هیهات من الذله» (هرگز تن به ذلت نمی‌دهیم)، «نه شاهچی‌ام، نه شیخچی، میلت‌چی‌ام، میلت‌چی» (نه طرفدار شاهم، نه طرفدار شیخم، طرفدار ملتم)، «آزادلیق، عدالت، میلّی حکومت» (آزادی، عدالت، حکومت ملی) و «آذربایجان، الاحواز، اتحاد، اتحاد» دست به تظاهرات زده‌اند.

### ۴ مرداد
صبح روز دوشنبه در حمایت از اعتراضات مردم خوزستان در تهران، مرکز شهر از جمله چهارراه کالج، مترو و میدان حسن‌آباد و خیابان جمهوری تظاهراتی برگزار شد که معترضان شعار می‌دادند: «توپ، تانک، فشفشه، آخوند باید گم بشه»، «نه غزه، نه لبنان، جانم فدای ایران»، «خامنه‌ای حیا کن، مملکتو رها کن»، «مرگ بر دیکتاتور»، «مرگ بر خامنه‌ای»، «آذربایجان عرب فارس اتحاد اتحاد»
شامگاه دوشنبه تظاهراتی در حمایت از مردم خوزستان در فردیس کرج برگزار شد که در این تجمعات شعارهایی از قبیل: «مرگ بر دیکتاتور» ، «نترسید، نترسید، ما همه با هم هستیم» و «از کرج تا خوزستان، اتحاد، اتحاد» سرمی‌دادند. همچنین مردم معترض در تاریکی شب در برخی مناطق تهران و کرج از پنجره‌های خانه‌ها یا پشت بام‌ها شعارهای «مرگ بر دیکتاتور» و «مرگ بر خامنه‌ای» سر دادند. همزمان کادر درمانی بیمارستان خمینی در کرج در یک راهپیمایی شعارهای «مرگ بر دیکتاتور»، «وعده وعید کافیه، سفره ما خالیه» و «عزا عزاست امروز، روز عزاست امروز، زندگی پرستار روی هواست امروز» سر دادند.
در روز دوشنبه در شهرک مهدیه (محله دره‌دریژ) کرمانشاه برای دومین بار در حمایت از مردم خوزستان و نبود آب و برق به خیابان‌ها آمدند و با آتش زدن لاستیک خیابان‌ها را بستند. نیروهای امنیتی با بازداشت دست‌کم ۲۰ نفر و اقدام به تفتیش و بازرسی خانه‌های آن‌ها کردند.

### ۵ مرداد
شامگاه سه‌شنبه در ادامه اعتراضات حمایت از مردم خوزستان، مردم معترض در میدان ولی عصر بهارستان اصفهان تجمع اعتراضی برگزار کرده و شعارهایی علیه جمهوری اسلامی و علی خامنه‌ای سردادند و یک بنر علی خامنه‌ای را به آتش کشیدند. در شهر ایوان غرب، در استان ایلام مردم معترض با قطع شدن برق به خیابان‌ها آمدند، تجمع کرده و با ایجاد راه‌بندان اعتراض خود را ابراز داشتند.

### ۸ مرداد
جشن قهرمانی پرسپولیس در تهران و چند شهر دیگر ایران به صحنه تظاهرات علیه جمهوری اسلامی تبدیل شد و مردم و جوانان معترض در مناطق شرقی و غربی تهران از جمله محله‌های نارمک، تهران پارس و شهر گلستان در جنوب غربی تهران و جاده ساوه با سر دادن شعارهای چون «مرگ بر دیکتاتور»، «این همه سال جنایت، مرگ بر این ولایت» و «توپ تانک فشفشه، آخوند باید گم بشه.» به اعتراضاتی که از پانزده روز قبل از خوزستان آغاز شد، ادامه دادند. معترضان سطل‌های زباله را آتش زدند و خیابان‌ها را بستند.
شماری از مادران عزادار که به نام «مادران آبان» شناخته می‌شوند در میدان آزادی تهران تجمع کردند و خواستار پیوستن سایر مردم به اعتراضات همبستگی با خوزستان شدند. چند ساعت بعد از تجمع بیشتر مادران و زنان بازداشت شدند.

### ۹ مرداد
شماری از شهروندان عصر شنبه ۹ مردادماه با تجمع در چهار راه ولیعصر و تئاتر شهر تهران در حمایت از اعتراضات خوزستان شعار دادند. معترضان ضمن خواندن سرود اعتراضی «یار دبستانی»، شعارهایی از جمله «کشور آب ندارد، فشار ادامه دارد»، سر داده‌اند.
نیروهای امنیتی با هدف متفرق کردن معترضان اقدام به شلیک تیر هوایی و گاز اشک‌آور کرده‌اند. شماری از هنرمندان در فراخوانی خواستار تجمع در مقابل تئاتر شهر در تهران شده بودند. تجمع‌کنندگان در حمایت از خانواده کشته‌شدگان اعتراضات آبان ۱۳۹۸ و همچنین مردم خوزستان در مقابل تئاتر شهر دست می‌زدند و شعار می‌دادند «آبان فرزند ندارد، خوزستان آب ندارد» یا «کشور آب ندارد، کشتار ادامه دارد.»

### ۱۶ مرداد
در روز شنبه در نقده در استان آذربایجان غربی بعد از نزاغی در یک مکانیکی که منجر به کشته شدن یک نفر کرد گشت، مردم در جلوی کلانتری تجمع و اعتراض کردند که مأموران امنیتی با آنها درگیر شده که این درگیری منجر به کشته شدن فردی به نام محمد علیزاده شد. در پی شلیک مستقیم نیروهای امنیتی با تفنگ ساچمه‌ای تعدادی مجروح شدند که به دلیل ترس از دستگیری به بیمارستان‌ها مراجعه نکردند. عفو بین‌الملل در بیانیه‌ای گفت: «در جریان اعتراضات شهر نقده در هفتم اوت (۱۶ مرداد) محمد علیزاده در حالی که در خیابان فرعی تعقیب می‌شد، در ناحیه لگن مورد اصابت گلوله قرار گرفت. دو شاهد عینی گفته‌اند که مردی با لباس شخصی به علیزاده شلیک کرد که پیش‌تر کنار گارد ویژه گام می‌زد و این نشان می‌داد که همدست احتمالی آنهاست.» و در ادامه بیانیه یادآور شد که محمد علیزاده بر اثر خونریزی داخلی و در راه انتقال به بیمارستان جان باخته: «او ابتدا مثل سایر معترضان از ترس دستگیری به مراکز درمانی نرفت.»

### ۱۹ مرداد
در تاریخ ۱۹ مرداد، حبیب فدایی، شهروند اهل جونقان در استان چهارمحال و بختیاری به‌علت حضور در اعتراضات دستگیر شد؛ که باعث شد شماری از مردم جونقان برای اعتراض به دستگیری و بازداشت وی، تجمع کنند.

## گستردگی

### استان خوزستان

موقعیت استان خوزستان در ایران

۲۵ تیر در ۱۷ شهر در استان خوزستان تجمعات شهروندان در اعتراض به بحران آب برگزار شد.

#### اهواز
حوالی کوی علوی در اهواز در پنجمین شب اعتراضات به بی‌آبی و سوءمدیریت در خوزستان درگیری میان معترضان و نیروهای امنیتی گزارش شد. در اهواز جمعی از معترضان در خیابان‌ها فریاد «بالروح، بالدم، نفدیک یا اهواز» سردادند.

#### ایذه

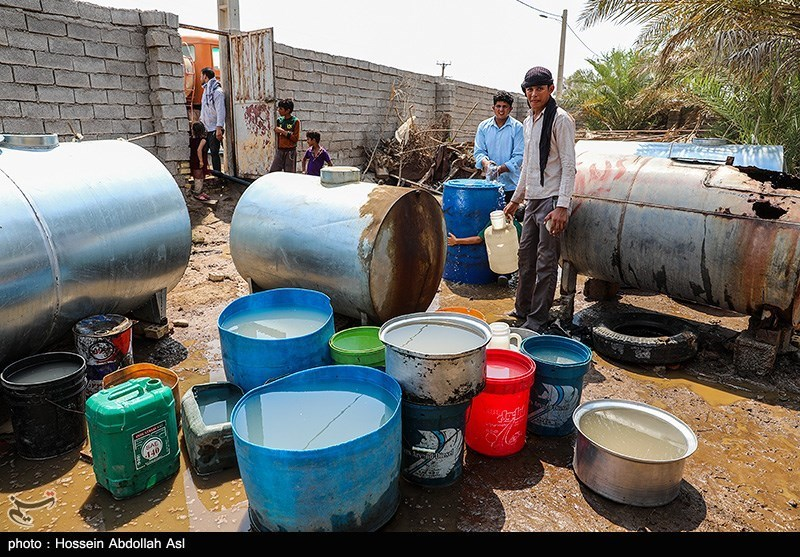
بحران آب در روستاهای شهرستان حمیدیه

در شب سه‌شنبه ۲۹ تیر، مردم ایذه با برگزاری تجمعی در حمایت از معترضان به بی‌آبی در مناطق دیگر استان خوزستان به خیابان آمدند و شعارهایی از جمله «مرگ بر خامنه‌ای» و «خامنه‌ای قاتله، حکومتش باطله» سر دادند. از نوجوانی ۱۷ ساله به نام «هادی بهمئی» و یک جوان به نام «محمد عبداللهی» به عنوان جانباختگان اعتراضات شهر ایذه نام برده شد. فعالان محلی می‌گویند سطح برخورد نیروهای امنیتی با معترضان شدید بوده و شمار کشته‌ها ممکن است افزایش یابد.

سرپرست فرمانداری ایذه خوزستان با اشاره به اعتراض شهروندان این شهرستان نسبت به مشکلات بی‌آبی و خشکسالی گفت: این مطالبه در حال پیگیری است و انتظار می‌رود شهروندان از تجمع‌هایی که باعث سوءاستفاده سودجویان و معاندین شود، خودداری کنند.

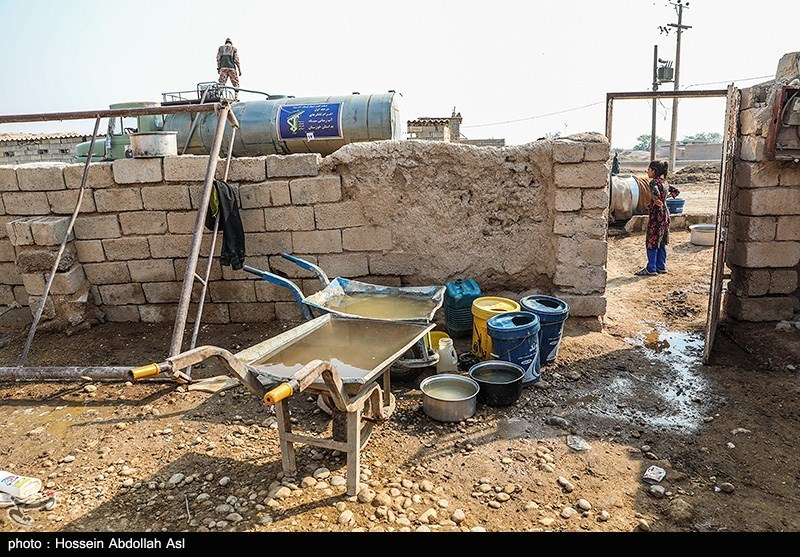
روستای دحیمی ۱ و ۲و ۳ /ملیحه سعد و گبیر زهیر روستاهای شهرستان حمیدیه با مشکل کم‌آبی مواجه شدندو این مسئله علاوه بر اینکه نارضایتی مردم در تأمین آب شرب را بدنبال داشته، سلامت احشام و گاومیشها را هم به خطر انداخته است.

#### ماهشهر
در جریان اعتراضات این شهر «دو مأمور یگان امداد» در شهرک طالقانی این شهرستان هدف گلوله قرار گرفته‌اند که یکی از آن‌ها کشته شده و دیگری از ناحیه پا زخمی شده است. اختلال اینترنت در ماهشهر از ۲۹ تیر گزارش شده است.

#### سوسنگرد
۲۷ تیر شهروندان خوزستان در سوسنگرد در نقاطی از شهر دست به تجمع زدند که چند زخمی بر جای گذاشت. روزنامه اعتماد در شماره روز سه شنبه ۲۸ تیر با اشاره به حضور یگان ویژه و برخورد با معترضان نوشت: «دیشب هم که یگان ویژه وارد شد کسی نیامد پادرمیانی کند که به خشونت نکشد. اتفاقاتی افتاد که نباید رخ می‌داد. متأسفانه یگان ویژه که وارد شهرستان شد برخورد کردند که متأسفانه منجر به برخورد فیزیکی و تیراندازی شد. از گاز اشک‌آور هم استفاده کردند.»
معاون امنیتی انتظامی استانداری خوزستان گفت: رسانه‌ها تصویری از یک جوان سوسنگردی که چند سال پیش در یک نزاع محلی کشته شده را منتشر کرده و آن را به نیروی انتظامی منتسب کرده‌اند که به هیچ عنوان درگیری در سوسنگرد با نیروی انتظامی انجام نشده که کسی کشته شده باشد. جمیعت زیادی از معترضان در برابر فرمانداری دشت‌آزادگان جمع شده‌اند و فرماندار این منطقه را «بی‌عرضه» خوانده و خواستار استعفای او شده‌اند.

#### بهبهان
۲۹ تیر تصاویری از بسته شدن پل مارون در شهر بهبهان منتشر شده است.

### استان چهارمحال و بختیاری
- در شهرستان لردگان در استان چهارمحال و بختیاری تجمعاتی برگزار شد.[۷۸]

### استان خراسان رضوی
- معترضان در روز ۲۵ تیرماه در مشهد با تجمع مقابل حرم و سردادن شعارهایی مانند « «خراسان بیدار است حامی خوزستان است»» و « «خوزستان خوزستان حمایتت می‌کنیم»» از اعتراضات خوزستان حمایت کردند

### استان اصفهان
- گروهی از شهروندان یزدان شهر اصفهان با برگزاری تجمعی از اعتراض‌های مردم خوزستان به کم‌آبی حمایت کردند.[۷۹][۸۰][۷۸]

### استان بوشهر
- شهرستان گناوه در استان بوشهر[۷۸]

### استان تهران
- در تهران، صبح روز سه‌شنبه ۲۹ تیر ویدیوهایی از ایستگاه متروی صادقیه منتشر شد که در آن گروهی از مردم به صورت یکپارچه علیه جمهوری اسلامی شعار می‌دهند.[۳۴][۸۱]
- تعدادی از فعالان مدنی از جمله نرگس محمدی، آرش صادقی، پوران ناظمی، رسول بداقی و تعدادی دیگر از فعالین حقوق بشر، بعد از تجمع در مقابل وزارت کشور در حمایت از معترضین استان خوزستان دستگیر شدند.[۳۴] نرگس محمدی در یک ویدیو گفت که او و حدود ۳۰ نفر از فعالان، روزنامه‌نگاران و زندانیان سابق سیاسی و مادران داغدار روبروی وزارت دفاع تجمعی اعتراضی در حمایت از مردم خوزستان برگزار کرده بودند که با برخورد خشن مأموران امنیتی روبرو شدند.[۲] در برخی نقاط تهران نیز نیروهای پلیس مستقر شده‌اند.[۷۲]
- در تاریخ ۴ مرداد کاسبان پاساژ علاءالدین در تهران بلافاصله پس از قطعی برق دست به تظاهرات زدند. این معترضان در داخل پاساژ شعارهای اعتراضی همچون رضاشاه روحت شاد سر دادند. تصاویری هم از یکی از ایستگاه‌های مترو تهران منتشر شده که در آن معترضان شعار رضاشاه روحت شاد می‌دهند. همچنین دیگر معترضان تهرانی در خیابان جمهوری دست به برپایی راهپیمایی اعتراضی زدند. استاندار تهران این اعتراضات را ناشی از قطع مکرر برق دانست. اما این درحالی است که معترضان شعارهایی ضدحکومتی نظیر «توپ تانک فشفشه، آخوند باید گم بشه» و مرگ بر دیکتاتور سردادند.[۸۲][۸۳][۸۴]
- در تاریخ ۸ مرداد، پس از قهرمانی تیم فوتبال پرسپولیس در لیگ برتر ایران، هواداران این تیم که برای برگزاری جشن قهرمانی تجمع کرده بودند، شعارهای ضدحکومتی سردادند.[۸۵]
- در تاریخ ۹ مرداد، معترضان، مقابل تئاتر شهر تجمع کرده و شعارهایی نظیر خوزستان آب ندارد، آبان فرزند ندارد و مرگ بر ستمگر، درود بر کارگرد سر دادند.[۸۶] گزارش‌ها حاکی از آن است که نیروهای امنیتی، برای متفرق کردن مردم، دست به سرکوب زدند.[۸۷]

### استان البرز
کرجدر روز ۴ مرداد ویدئوهای متعددی در شبکه‌های اجتماعی منتشر شد که حاکی از شکل‌گیری تجمع اعتراضی و راهپیمایی در کرج با شعارهایی نظیر «کرج تا خوزستان، اتحاد اتحاد» و «مرگ بر دیکتاتور» بود.

### استان خراسان شمالی
در بجنورد معترضان روزهای متعددی را به خیابان‌ها آمدند و از مردم خوزستان حمایت کردند از اصلی‌ترین شعارهای معترضان در بجنورد « «خراسان بیدار است حامی خوزستان است»» و « «خوزستان آب ندارد»» بود

### استان آذربایجان شرقی
در تاریخ ۲ مرداد ۱۴۰۰، مردم تبریز در طی تظاهراتی حمایت و همبستگی خود را با مردم معترض خوزستان اعلام کردند. آنها شعارهایی نظیر آذربایجان بیدار است، حامی خوزستان است (به ترکی آذربایجانی: آذربایجانا اویاخدی، خوزستانا دایاخدی) سر دادند. با وجود مسالمت‌آمیز بودن اعتراضات در تبریز موتورسواران پلیس به معترضان حمله و بعضی از آنان را مجروح کردند.

### استان کردستان
گزارش‌ها حاکی از آن است که مردم استان کردستان نیز، در حمایت از مردم معترض خوزستان تظاهرات کردند.

### استان کرمانشاه
روز چهارشنبه ۳۰ تیر ویدئوهایی پخش شد که حاکی از مسدود کردن خیابانها در کرمانشاه به‌دست معترضان، در حمایت از اعتراضات خوزستان بود.
روز سه‌شنبه پنجم مرداد سازمان حقوق بشری «هه‌نگاو» از بازداشت ۲۰ نفر از ساکنان شهرک مهدیه کرمانشاه که برای دومین روز به منظور اعتراض به نبود آب و برق و همچنین حمایت از اعتراضات مردم اهواز به خیابان‌ها آمده بودند، خبر داد.

### استان ایلام
در استان ایلام نیز، مردم در اعتراض به سرکوب معترضان در خوزستان، تظاهرات کردند.

## کشته‌شدگان
اسامی کشته‌شدگان عبارت است از:

«توسط نیروی انتظامی یک گلوله به سمت شکمش اصابت کرد. با فرستادن به سه بیمارستان تحویلش نگرفتند و در آخر در بیمارستان امام [خمینی] شهید شدند. اگر دکتر و بیمارستان به دادش می‌رسید الان زنده بود.»

دربارهٔ فرزاد فَریسات

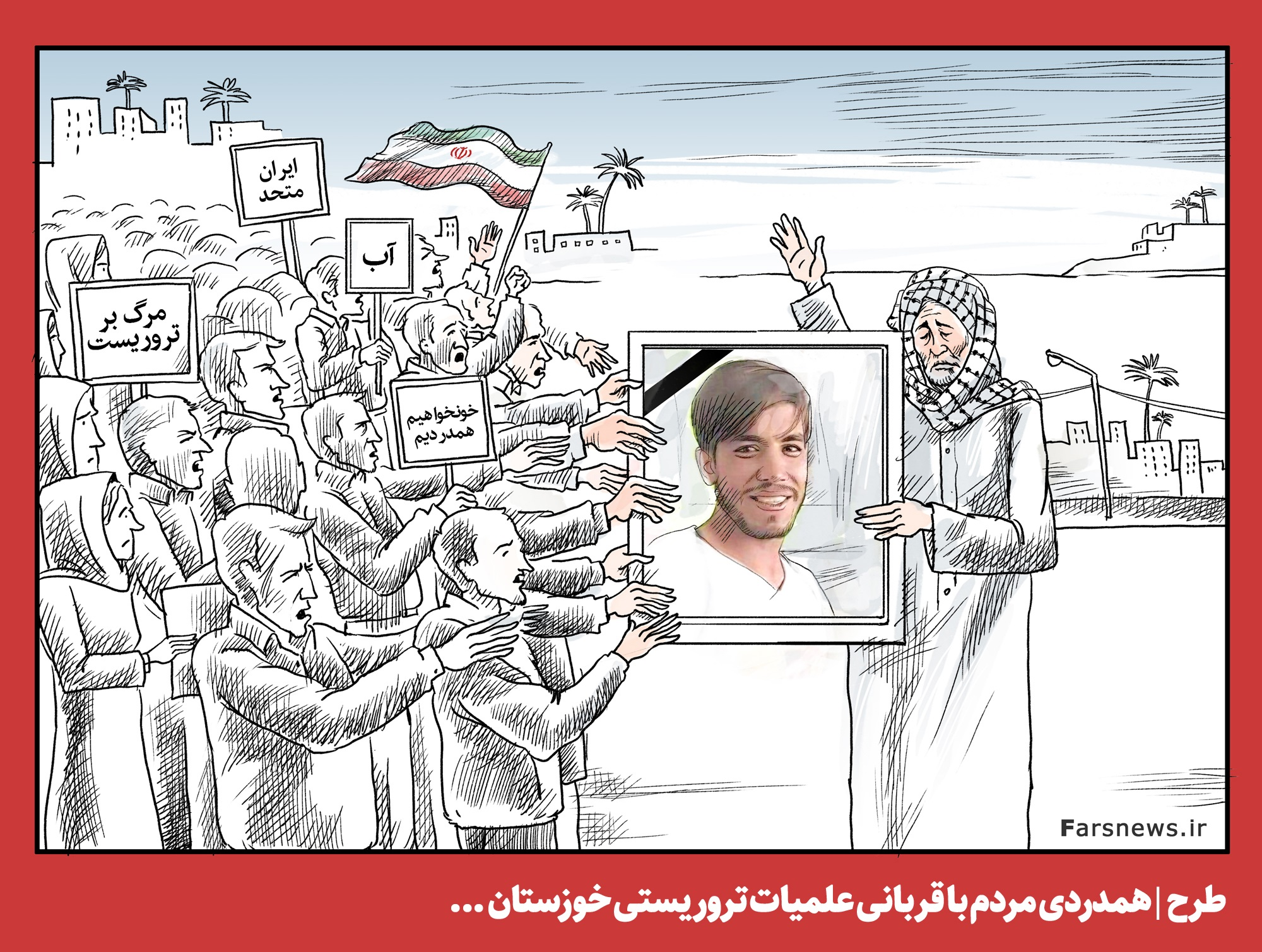
طرح خبرگزاری فارس برای مصطفی نعیماوی. مسئول قرارگاه فضای مجازی بسیج ادعا کرد که پدر و برادر مصطفی نعیماوی می‌گویند او بسیجی بوده است.

1. مصطفی نعیماوی (عساکره)، ۲۵ تیر در شادگان[۹۴][۹۵]
2. قاسم ناصری (خضیری)، ۲۶ تیر در کوت عبدالله[۹۶][۹۷]
3. عیسی بالدی، ۲۶ تیر در شهرک طالقانی ماهشهر[۹۸][۹۹][۱۰۰][۱۰۱]
4. محمد عبداللهی، ۲۹ تیر در ایذه[۲]
5. هادی بهمنی، ۲۹ تیر در ایذه[۳۴]
6. حمزه (فرزاد) فریسات در اهواز[۹۶]
7. محمدعباس الکنانی در شوش[۹۶]
8. محمد کروشات در اهواز[۹۶][۱۰۲][۱۰۳][۱۰۴]
9. میثم عچرش در در شهرک طالقانی ماهشهر[۹۶][۱۰۵]
10. امید آذرخوش، ۳۱ تیر در الیگودرز[۱۰۶]
11. مهدی چنانی در شوش[۱۰۷]
12. حمید مجدم (جوکاری) در شهرک چمران[۱۰۷]
13. مهدی حبیب الساری ۶ مرداد در سوسنگرد[۱۰۸]
14. محمد الکنانی ۲۸ مرداد در زندان دزفول[۱۰۹]

مصطفی نعیماوی (عساکره) از نخستین کشته‌شدگان اعتراضات جوانی ۳۰ ساله اهل شادگان بود که در مزار شهدای بوزی فاطمه الزهرا خوزستان به خاک سپرده شده است.
به گفته سهام عساکره، دخترعموی مصطفی و همسر برادر بزرگ‌ترش مصطفی شغل مناسبی به لحاظ مالی نداشت، اما همان مقدار کم را که از نظافت منازل و شرکت‌ها به‌دست می‌آورد، خرج خانه می‌کرد. پدر و مادرش در فقر کامل به‌سر می‌بردند، اما تنها نجات‌دهنده آنها در آن وضعیت، مصطفی بود. او فرزند پنجم و آخر خانواده بود.
مسئول قرارگاه فضای مجازی بسیج ادعا کرد که پدر و برادر مصطفی نعیماوی می‌گویند او بسیجی بوده و با بسیج و نیروی انتظامی مراوده داشته است. شب پس از کشته شدن وی خبرنگار فارس با خانواده وی مصاحبه‌ای انجام داد. این خبرگزاری ویدئویی از پدر مصطفی نعیماوی منتشر کرد که به زبان عربی می‌گفت پسرش اهل «خلاف و شورش» نبوده و با «بچه‌های بسیج و نیروی انتظامی رفت‌وآمد داشت» و در گزارشی به نقل از یکی از اقوام قاسم خضیری، او را «بسیجی و اهل نماز و روزه» معرفی کرده است و نوشته است که «عناصر مشکوک» او را کشته‌اند.
سرپرست فرمانداری شادگان نیز ادعا کرد که مصطفی نعیماوی توسط «اغتشاشگران» کشته شده است و گفته بود که عاملان کشته شدن مصطفی نعیماوی بازداشت شده‌اند.
قاسم ناصری (خضیری)، ۱۸ساله در شب دوم اعتراضات در منطقه کانتکس اهواز به ضرب گلوله نیروهای امنیتی مجروح شد و صبح روز بعد جان سپرد. عموی وی در گفتگو با خبرگزاری فارس در ویدئوی قاسم را بسیجی معرفی کرده و گفت که او اهل اعتراض و «اغتشاش» نبوده است و عنوان می‌کند قاسم خضیری کارگر یک باتری فروشی بود و شامگاه جمعه هنگام بازگشت از محل کار به خانه هدف تیراندازی قرار می‌گیرد.
حمزه (فرزاد) فَریسات یا الفریساوی شهرون عرب ۲۹ ساله ساکن اهواز و دانش‌آموخته کارشناسی حقوق قضایی شامگاه روز سه‌شنبه ۲۹ تیرماه ۱۴۰۰ در کوی علوی (الدایره) با شلیک مستقیم نیروهای امنیتی کشته شد. او از ناحیه شکم مورد اصابت گلوله قرار گرفت و سه بیمارستان از پذیرش او سر باز زدند و حمزه نهایتاً چهار ساعت بعد جان باخت. ویدئوی لحظاتی پس از تیرخوردن فرزاد فریسات و تلاش مردم برای کمک به او در شبکه‌های اجتماعی منتشر شده است. سازمان اطلاعات سپاه پاسداران برای تحویل پیکر وی به خانواده‌اش سه شرط گذاشته بود: تحویل موبایل او، ارائه نام فردی که لحظه کشته شدن را تصویربرداری کرد، و ارائه فهرستی از افرادی که در لحظه کشته شدن اطراف او بودند که که این خانواده هیچ‌یک از شرط‌های سپاه پاسداران را نپذیرفت. جسد او پنج صبح شنبه دوم مرداد ۱۴۰۰ بدون اطلاع و حضور اعضای خانواده توسط نیروهای سپاه پاسداران انقلاب اسلامی به خاک سپرده شد.
سازمان عفو بین‌الملل نام جان‌باختگان را مصطفی نعیماوی در شادگان، قاسم خضیری در کوت عبدالله، عیسی بالدی و میثم عچرش در طالقانی، حمزه (فرزاد) فریسات در اهواز، مهدی چنانی در شوش، حمید مجدم در چمران، و نوجوانی به نام هادی بهمنی در ایذه اعلام کرد که طی اعتراضات در روزهای شانزدهم، نوزدهم، بیستم، و بیست و یکم ژوئیه کشته شده‌اند. همچنین این سازمان در بیانیه‌ای از مقامات ایران خواست که استفاده از سلاح جنگی علیه معترضان را متوقف کند.
دیانا الطحاوی، معاون خاورمیانه و شمال آفریقا، با «وحشتناک و غیرقانونی» توصیف کردن برخورد مقامات در به‌کارگیری گاز اشک‌آور، تیراندازی و بازداشت اعتراض‌کنندگان، این رویه را همچون رفتار جمهوری اسلامی در مقابل معترضان در آبان ۱۳۹۸ عنوان کرد.
سازمان دیده‌بان حقوق بشر، ضمن ابراز نگرانی نسبت به کشتار، با صدور بیانیه‌ای در تاریخ ۲۹ ژوئیه از نظام جمهوری اسلامی ایران خواست که اطلاعات و مدارک مربوط به کشته‌شدگان و همچنین نحوه کشته‌شدن آنها را ارائه دهد.
سازمان حقوق بشر اهواز روز پنجشنبه هفتم مرداد گزارش داد که مهدی حبیب‌الساری، جوان ۱۸ ساله‌ای که ۲۶ تیرماه در تجمعات اعتراضی در سوسنگرد با شلیک نیروهای امنیتی زخمی شده بود، شامگاه چهارشنبه جان باخت. با این حال، شمار دیگری از فعالان گفته‌اند شامگاه چهارشنبه در جریان تیراندازی بی‌هشدار نیروهای امنیتی در پردیس اهواز به یک خودرو، یک جوان به نام علی عباس الساری کشته شد، دوست او به نام مهدی حبیب الساری به شدت زخمی شد و سرنشین سوم به نام مصطفی الساری نیز بازداشت شده است.

### تلفات نیروهای امنیتی

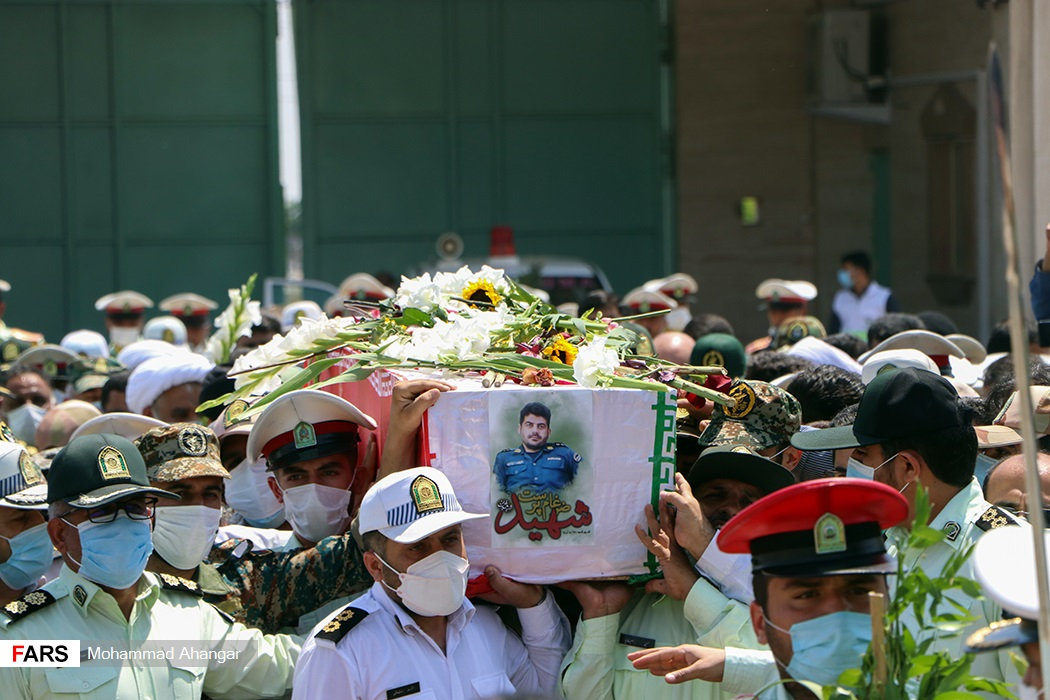
آیین تشییع ضرغام پرست

ضرغام پرست (متولد ۱۳۷۱ در رامهرمز) از پرسنل یگان امداد نیروی انتظامی سه‌شنبه شب ۲۹ تیر ۱۴۰۰ در شهرک طالقانی بندر ماهشهر به همراه مأموران یگان امداد نیروی انتظامی حین پاکسازی، غافلگیر و در یکی از محله‌ها از بالای پشت بام هدف رگبار گلوله قرار گرفتند. در این حادثه یک مأمور دیگر از ناحیه پا مجروح و برای مداوا به مرکز درمانی منتقل شد.
1. ستوان دوم ضرغام پرست، مأمور یگان امداد در بندر ماهشهر[۱۱۶]

## سرکوب و بازداشت

### سرکوب
از آغاز اعتراضات، نیروهای امنیتی به شیوه‌های مختلف، به سرکوب معترضان پرداختند. در همین راستا، سازمان ملل متحد از سران نظام جمهوری اسلامی ایران خواست که به‌جای سرکوب معترضان، برروی کم‌آبی خوزستان تمرکز کنند. همچنین عفو بین‌الملل نیز خواستار توقف سرکوب معترضان در ایران شد. وزارت امور خارجه ایالات متحده آمریکا نیز، از معترضان حمایت، و خشونت نیروهای امنیتی را محکوم کرده است.

### بازداشت
معترضان به مشکل بی‌آبی را خانه‌به‌خانه در خرمشهر بازداشت می‌کنند؛ از روی دیوار وارد خانه‌ها می‌شوند و افراد را می‌برند. از سرنوشت بازداشت‌شدگان خبری نیست و خانواده‌ها می‌ترسند اطلاع‌رسانی کنند. در شادگان، شیوخ طوایف تهدید شده‌اند و جوانان بسیاری بازداشت شده‌اند. جوانان بازداشت‌شده در شادگان شکنجه شده‌اند و منبع دیگری به نقل از کارگر یکی از شرکت‌های نفتی در شهرهای هم‌جوار گفت جوانی در شادگان پس از یک هفته پیگیری سرنوشت برادر ۱۷ ساله بازداشت‌شده‌اش، تحت فشار شدید روانی جانش را از دست داده است.
موج بازداشت‌ها پس از اعتراضات ادامه داشته و مدیرکل ضدتروریست وزارت اطلاعات هم روز دوشنبه گفته است، ۷۹ نفر در استان خوزستان در ارتباط با ناآرامی‌های اخیر در این استان بازداشت شده‌اند.
دیده‌بان حقوق بشر، از کشته‌شدن، سرکوب و بازداشت معترضان در ایران، ابراز نگرانی شدید کرده و خوستار آزادی فوری بازداشت‌شدگان شده است.

### مرگ معترضان در بازداشتگاه
۲۸ مرداد ۱۴۰۰ محمد الکنانی از بازداشت‌شدگان اعتراضات در خوزستان در زندان دزفول کشته شد. منابع رسمی علت مرگ این معترض بازداشتی را اعلام نکردند و جزئیات بیشتری دربارهٔ نحوه مرگ او و زندانی که او در آن کشته‌شده منتشر نشده است.

## محدودیت اینترنت
با ادامهٔ اعتراضات به سومین شب گزارشها از اختلال در دسترسی کاربران به اینترنت در اکثر مناطق این استان خوزستان حکایت دارد. شبکه اینترنت به شدت در استان خوزستان مختل شده و شهروندان در بسیاری از شهرها و مناطق ناآرام از ساعات اولیه عصر گذشته امکان دسترسی به اینترنت را نداشته‌اند. کارشناسان حوزه اینترنت و تکنولوژی می‌گویند سرعت و پهنای باند دو شبکه اینترنت موبایل همراه اول و ایرانسل در مناطق مختلف استان خوزستان در ابتدا مختل و سپس به‌طور کامل قطع شده است. در هفتمین روز اعتراضات نت‌بلاکس تداوم اختلال قابل توجه اینترنت موبایل در استان خوزستان ایران را تأیید کرد. سایت آمریکایی سرویس نت‌بلاکس، محدودیت‌های اینترنتی را در سراسر جهان رصد می‌کند. بعد از حمایت استان‌های دیگر از مردم خوزستان قطع و اختلال اینترنت در مناطقی از شهرهای ارومیه، تبریز و اردبیل نیز گزارش شده است.

## ادعای حضور تجزیه‌طلبان
به گزارش بی‌بی‌سی فارسی و رادیو فردا در دوم مرداد ماه، بر اساس تصاویر و ویدیوهای منتشر شده در فضای مجازی، معترضان تبریزی با شعار «آذربایجان، الاحواز، اتحاد، اتحاد» دست به تظاهرات زده‌اند. واژه «الاحواز» را برخی گروه‌های سیاسی ایرانیان عرب یا فعال در زمینه جدایی‌طلبی مناطق جنوب غرب ایران سرمی‌دهند به باور این گروه منطقه «الاحواز» باید بخش اعظمی از جنوب و جنوب غرب ایران را دربر بگیرد. در همین حال ایران‌اینترنشنال این شعار را اینگونه «آذربایجان، اهواز، اتحاد، اتحاد» منتشر کرده است.
همچنین به گزارش دویچه وله در دهمین روز اعتراض، «آذربایجانا اویاخدی، خوزستانا دایاخدی»، «آذربایجان، عرب، فارس، اتحاد اتحاد» و «برای مردن حاضریم، سربازان بابک‌ایم» از جمله شعارها در این تظاهرات بود.

## واکنش‌ها و حمایت‌ها

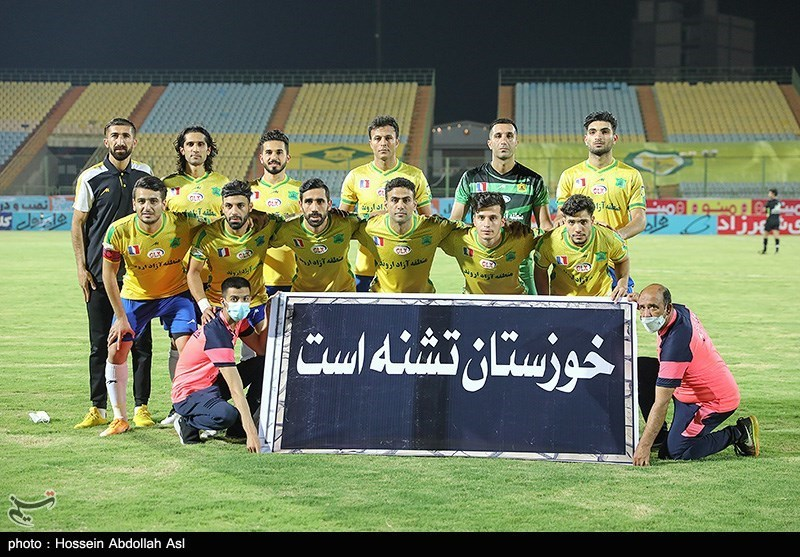
دیدار تیم‌های فوتبال صنعت نفت آبادان و مس رفسنجان، ۳۰ تیر

- رضا پهلوی، ولیعهد پیشین ایران، در پیامی توئیتری به اعتراضات به بی‌آبی در چند روز اخیر در خوزستان واکنش نشان داد و گفته است این درد با ریشه‌کن کردن جمهوری اسلامی حل می‌شود.[۱۲۹] پهلوی با انتشار ویدئویی در این مورد گفت: «فردای آزادی، دست در دست هم، خوزستان را دوباره خواهیم ساخت»[۱۳۰] در تاریخ ۳ مرداد و درحالیکه دامنه اعتراضات به دیگر شهرها گسترش پیدا کرد، پهلوی این اعتراضات را «مخالفت ملتی متحد با جمهوری اسلامی» خواند.[۱۳۱]
- کارگران نیشکر هفت تپه با اعتراضات خوزستان اعلام همبستگی کردند و شعار دادند «خوزستان بیچاره یه قطره آب نداره».[۱۱]
- مارکو روبیو، سناتور جمهوری‌خواه در کنگره آمریکا، در توییتی به فارسی خشونت علیه معترضان را محکوم کرده است.[۳۴]
- سعید آذری، جواد نکونام و یحیی گل‌محمدی و فرهاد مجیدی[۱۳۲] با انتشار پست‌هایی در حساب‌های اینستاگرام‌شان از بحران به وجود آمده و بی‌توجهی مسئولان انتقاد کردند.
  - سعید آذری، مدیرعامل باشگاه فوتبال فولاد خوزستان با انتشار پستی در حساب اینستاگرام شخصی خود علیه بی‌آبی و تظاهرات شهروندان این استان واکنش نشان داد. او نوشت: «کربلا، خوزستان باشرف را دریافتن است، به پای نخل‌های تشنه و مردم شریفش آب را رسیدن است.»[۱۳۳]
  - جواد نکونام، سرمربی باشگاه فوتبال فولاد خوزستان نیز با انتشار یک پست اینستاگرامی در حمایت از مردم استان خوزستان، نوشت: «سه سال زندگی کنار مردم نجیب و مظلوم خوزستان، از من، جواد نکونام یک خوزستانی ساخته؛ غم آنها غم من است و دردشان درد من. کنارشان زندگی می‌کنم، کنارشان نفس می‌کشم و دردشان را به جان می‌خرم. می‌دانم مظلومیت‌شان را و می‌دانم نجابت‌شان را؛ مردمی که در همهٔ این سال‌ها سهم‌شان از «طلای سیاه» دود بوده است و خاکستر. آنها در تمام این سال‌ها چه باید می‌کردند که نکردند؟ گناه‌شان چیست؟»[۱۳۳]
  - یحیی گل‌محمدی، سرمربی تیم فوتبال پرسپولیس، در حساب اینستاگرامش با انتشار این استوری که «فرزند کدام مسئول در این شرایط زندگی می‌کند؟!» به تظاهرات علیه بی‌آبی، تبعیض و وضعیت سخت و طاقت‌فرسای این روزهای مردم استان خوزستان واکنش نشان داد.[۱۳۳]
- روز یکشنبه ۲۷ تیر کانون مدافعان حقوق بشر در نامه‌ای به میشل باشله، کمیسر عالی حقوق بشر سازمان ملل، خواستار مداخله این نهاد و استفاده از تمامی امکاناتش برای جلوگیری از سرکوب مردم خوزستان شد.[۵۱][۱۳۴]
- مریم رجوی ضمن حمایت از اعتراضات مردم خوزستان[۱۳۵] با محکوم کردن شلیک به مردم معترض که باعث کشته شدن تعدادی از جوانان و مجروح شدن شماری دیگر شد، گفت: «درود به مردم بپاخاسته اهواز و سراسر خوزستان که در عطش آب و آزادی با فریاد هیهات من الذله به خیابان‌ها آمده‌اند. رژیم چپاولگر آخوندی آب، برق، نان و واکسن را از مردم دریغ می‌کند تا از جیب مردم هزینه تبهکاریهای اتمی، موشکی و جنگ‌افروزی در منطقه را تأمین کند.»[۱۳۶][۱۳۷]
- در تاریخ ۱۳ مرداد ۱۴۰۰، سیزده سازمان و تشکل سیاسی اپوزیسیون جمهوری اسلامی، همانند حزب مشروطه ایران و امضاکنندگان بیانیه ۱۴ فعال سیاسی روز یک بیانیه مشترک را خطاب به ملت ایران منتشر کردند:

شما در بیش از ۴۲ سال گذشته، در راه رسیدن به یک زندگی انسانی در پیکار مداوم با حکومت انسان‌ستیز اسلامی بوده‌اید. آنچه از سوی جمهوری اسلامی در این سال‌های سخت فقر و خفقان و سرکوب به شما تحمیل شد، نتوانسته آرزوی رسیدن به آزادی، زندگی شایسته، و کرامت انسانی را در دل‌های بزرگتان از بین ببرد.
- ند پرایس، سخنگوی وزارت امور خارجه آمریکا گفت: «ما از حق ایرانی‌ها برای تجمع مسالمت‌آمیز و ابراز نظراتشان حمایت می‌کنیم. ایرانی‌ها باید همانند دیگران از این حق بدون هراس از خشونت یا بازداشت خودسرانه توسط نیروهای امنیتی، استفاده کنند.» وی تصریح کرد: «ما گزارش‌ها دربارهٔ اعتراضات در استان خوزستان ایران، از جمله گزارش‌ها دربارهٔ تیراندازی نیروهای امنیتی به معترضان، را از نزدیک دنبال می‌کنیم.»[۳۷]
- سازمان عفو بین‌الملل روز جمعه ۱ مرداد در بیانیه‌ای ضمن محکوم کردن اقدامات اخیر نیروهای امنیتی و نظامی در چند شهر خوزستان که منجر به کشته شدن دست‌کم ۸ نفر از جمله یک نوجوان شده، خواستار آزادی فوری بازداشت‌شدگان و محافظت از زندانیان در مقابل شکنجه و بدرفتاری شده است. همچنین این سازمان خواستار پایان دادن به اختلال و قطعی کامل اینترنت در خوزستان شده و از مقامات ایران خواسته تا اطمینان بدهند که آسیب‌دیدگان بدون ترس از بازداشت خودسرانه می‌توانند از خدمات درمانی در بیمارستان‌ها استفاده کنند.[۱۳۹][۱۴۰][۱۴۱][۱۴۲]
- ۱ مرداد دیانا الطحاوی، معاون مدیر خاورمیانه و شمال آفریقا سازمان عفو بین‌الملل، استفاده از مهمات جنگی علیه معترضان غیرمسلح را تهدیدی جدی علیه جان این افراد و نقض شدید تعهدات جمهوری اسلامی در حفاظت از جان انسان‌ها توصیف کرد و اقداماتی چون تیراندازی، استفاده از گاز اشک‌آور و بازداشت معترضان را در اعتراض‌های خوزستان «هولناک» و «غیرقانونی» خوانده و آن را یادآور اقدامات جمهوری اسلامی در برخورد با معترضان آبان ۹۸ دانسته که تاکنون هیچ مقامی دربارهٔ آنها پاسخگو نبوده است.[۱۳۹]
- میشل پاچله، کمیسر عالی سازمان ملل در امور حقوق بشر در روز جمعه ۱ مرداد ۱۴۰۰، از مقامات جمهوری اسلامی خواست به جای توسل به زور و بازداشت و سرکوب تظاهرکنندگان، توجه خود را به اقدامات فوری برای رفع کمبود مزمن آب در خوزستان معطوف کند.[۱۴۳][۱۴۴][۱۴۵]
- در ۲ مرداد سازمان گزارشگران بدون مرز «سانسور اطلاع‌رسانی مستقل از سوی جمهوری اسلامی ایران» در استان خوزستان، با تداوم اعتراضات مردمی در شهرهای مختلف و اختلال یا قطع کامل اینترنت در این استان، را محکوم کرد.[۱۴۶]

### هنرمندان
- ۲۸ تیر ۱۴۰۰، جمعی از مستندسازان سینمای ایران، در بیانیه‌ای ضمن محکوم کردن سرکوب مردم معترض خوزستان، نوشته‌اند که بر پایه سنت‌کاری‌شان «همیشه بازتاب‌دهنده رنج و خواست مردمان‌مان» بوده‌اند و «امروز نیز در کنار تشنگان خوزستان» می‌مانند. در کنار مردمی می‌مانند که «زندگی را جستجو می‌کنند تا آب به‌آبادی برسند».[۵۱][۱۴۷]
- ۳۰ تیر ۱۴۰۰، خانه سینمای ایران با انتشار بیانیه‌ای که با جمله‌های «خوزستانِ ایران ملتی نگرانِ توست، همه ایران نگرانِ توست سینمای ایران نگران توست …» آغاز شده است، از مردم خوزستان حمایت کرد و از مسؤولان خواست تا به وضعیت خوزستان رسیدگی کنند.[۱۴۸]
- ۳۰ تیر ۱۴۰۰، شماری از بازیگران و کارگردانان سینما و تلویزیون با تجمع مقابل خانه هنرمندان ایران در تهران از اعتراضات مردم استان خوزستان حمایت کردند. مسعود کیمیایی، کیانوش عیاری، نوید محمدزاده، فرشته حسینی، پگاه آهنگرانی و سجاد افشاریان، محسن امیریوسفی، آزاده صمدی، محمد بحرانی، کاوه سجادی حسینی، احسان عبدی‌پور و مجید صالحی برخی از این هنرمندان بودند.[۱۴۹][۱۵۰]
- از ۳۰ تیر تا ۱ مرداد ۱۴۰۰، بیش از ۱۲۰۰ هنرمند مستقل موسیقی، هنرهای تجسمی، سینما و تئاتر، با انتشار بیانه‌ایی که با جملهٔ «حال ایران خوب نیست[۱۵۱]» آغاز شده است، خواهان شنیده‌شدن صدای مردم خوزستان شدند. از جمله امضاءکنندگان این بیانه می‌توان به هنرمندانی همچون: احمد پژمان، حسین علیزاده، رضا کیانیان، ابوالحسن داوودی، محمدرضا اصلانی، کتایون ریاحی، سعید عقیقی، فریدون شهبازیان، کامبیز روشن‌روان، مجید انتظامی، هوشنگ کامکار، کیهان کلهر، محمدرضا درویشی، علی‌اکبر شکارچی، بیژن کامکار، ارسلان کامکار، اردشیر کامکار، شاپور رحیمی، اسماعیل تهرانی، فرخ مظهری، نادر مشایخی، جواد بطحایی، حمید متبسم، ناصر رحیمی، هیلا صدیقی، بیژن ارژن، بیژن بیژنی، حسین زمان، داریوش تقی‌پور، رضا عالمی، مزدا انصاری، مهدی بزرگمهر، علی جعفری‌پویان، بردیا کیارس، محمدمهدی گورنگی، محمد حقگو، حسین پرنیا، فرمان فتحعلیان، مانی جعفرزاده، شروین مهاجر، وحید تاج، حسین علیشاپور، هانا کامکار، پدرام فریوسفی، حامد ثابت، حمید غلامعلی، حمید حامی، مانی رهنما، مسعود خادم، بهزاد رواقی، مازیار شاهی، حسین قناعت، بیتا بهشتیان، امیر معینی، بهروز شهامت، مرتضی اردستانی، سهراب میرسپاسی، جمشید حیدری، پرستو صالحی، ایرج میرزاعلیخانی، مریم زندی، هنگامه گلستان، آرمان استپانیان، جمال رحمتی، شادی قدیریان، حسن سربخشیان و … اشاره کرد.[۱۵۲][۱۵۳][۱۵۴]
- ۳۰ تیر ۱۴۰۰، بیش از ۳۳۰ سینماگر، نویسنده و فعال فرهنگی با انتشار بیانیه‌ای اعلام کردند که با «هم‌میهنان خوزستانی همبسته» اند. آن‌ها در بخشی از این بیانیه نوشته‌اند «دزدسالارانی که با غارت‌گری به محیط زیست و منابع و فرهنگ ایرانیان تاخته‌اند، شایستهٔ مسئولیت نیستند.» مسعود کیمیایی، جعفر پناهی، محمد رسول‌اف، عبدالرضا کاهانی، بهمن قبادی، محمد شیروانی، مهناز محمدی، مصطفی آل‌احمد، علی مصفا، بهتاش صناعی‌ها، مریم مقدم، حمید پورآذری، عزیزالله حمیدنژاد، حمید نعمت‌الله، نگار جواهریان و مهتاب کرامتی ازجمله امضاکنندگان این بیانیه هستند.[۱۵۵]
- ۳۱ تیر ۱۴۰۰، خانه موسیقی ایران در حمایت از مردم خوزستان بیانیه‌ای منتشر کرد. در بخشی از این بیانیه آمده است: «این استان نیازمند تدبیر و کمک مسئولان و همه ما هموطنان است. کمکی نه از روی استیصال و صدقه بلکه از روی وظیفه و پاسخ به‌حق به هموطنان استانی که حق بی‌شمار بر گردن این ملت دارد.»[۱۵۶][۱۵۷]
- ۱ مرداد ۱۴۰۰، ۸۰۰ نفر از چهره‌های فرهنگی از جمله هنرمندان و سینماگران مستقل در بیانیه‌ای با اعلام حمایت از اعتراض‌های مردم خوزستان، سرکوب و کشتار معترضان را محکوم کردند. در بخشی از این بیانیه آمده است: «مردم شریف خوزستان در تشنگی، گلوله دیدند و سرکوب … نمی‌دانیم این کدامین نوبت است! که چندین لشکر، به حکم حاکمان، به سرکوب مالکان این خاک و آب، به تاراج، با بی‌شرمی تاخته بر این خاک؟!…» این هنرمندان خواستار پایان دادن به «خونریزان» و «تاراج و فساد و بلوای درد افزا» شده‌اند.[۱۵۸] تورج اصلانی، رؤیا افشار، شیرین بینا، جعفر پناهی، کیومرث پوراحمد، حسن پورشیرازی، آتش تقی‌پور، داریوش تقی‌پور، وحید جلیلوند، علیرضا داوودنژاد، حبیب دهقان‌نسب، شاهرخ دولکو، کاوه سجادی حسینی، عباس رافعی، محمد رسول‌اف، زهرا سعیدی، شاهپور شهبازی، میکائیل شهرستانی، هایده صفی‌یاری، سوگل طهماسبی، آتنه فقیه‌نصیری، اسماعیل فلاح‌پور، مسعود کرامتی، بابک کریمی، لیندا کیانی، فرشاد گل‌سفیدی، مهناز محمدی، فرشاد محمدی، بهروز معاونیان، فیاض موسوی، محمدرضا مویینی، بیژن میرباقری، اسماعیل میهن‌دوست، قربان نجفی، شاهین یارمحمدی، از جمله امضاکنندگان این بیانیه بوده‌اند.[۱۵۹]
- ۲ مرداد ۱۴۰۰، هفت انجمن هنرهای تجسمی ایران، در حمایت از خوزستان، بیانیه‌ای مشترک را منتشر کردند. انجمن‌های تصویرگران، خوشنویسان، طراحان گرافیک، عکاسان، هنرمندان سفالگر، مجسمه‌ساز و هنرمندان نقاش ایران، این بیانیه را با جملهٔ آغازِ: «ایران‌مان غمبار است و نگران» به انتشار رساندند. آن‌ها در این بیانیه «هرگونه پاسخ خشونت‌آمیز» به مردم خوزستان را محکوم کردند.[۱۶۰]

### مقامات جمهوری اسلامی
- قاسم سلیمانی دشتکی، استاندار خوزستان، وجود تجمعات و اعتراض‌ها را تکذیب کرد و بیان داشت که در شهرهای خوزستان هیچگونه اعتراضی وجود نداشته و و فیلم‌ها را «جعلی» خواند.[۱۶۱]
- سید محمد خاتمی، پنجمین رئیس‌جمهور جمهوری اسلامی ایران از جان باختن معترضان انتقاد کرده و گفته است: «هیچ دستگاهی حق ندارد با اعتراض مردم به بهانه مقابله با آشوب، با خشونت، سلاح و گلوله برخورد کند.»[۷۰]
- محمود احمدی‌نژاد ششمین رئیس‌جمهور و در حال حاضر عضو مجمع تشخیص مصلحت نظام:[۷۰] مردم خوزستان به حق صدایشان را بلند کرده‌اند. اما متأسفانه در کشور ما تحت تأثیر باند فاسد امنیتی با هر نوع مطالبه مردم و هر اعتراض مسالمت‌آمیز مردم برخورد می‌شود و با هر موج اعتراضی در این کشور بلافاصله آن باند امنیتی وارد می‌شود و دو کار انجام می‌دهد؛ اول اینکه به خشونت می‌کشد، درگیری ایجاد می‌کند، آتش می‌زند، تیراندازی می‌کند و بهانه سرکوب مردم را فراهم می‌کند. دوم اینکه خواسته به حق مردم را به بیگانگان و گروه‌های ضدانقلاب یا وابسته به بیگانه منتسب می‌کند و باز هم بهانه سرکوب را می‌دهد و راه اعتراض مسالمت آمیز را بر مردم می‌بندد.[۲]
- محسنی اژه‌ای رئیس قوه قضاییه از دادستان کل کشور و سازمان بازرسی خواسته است بحران آب خوزستان را تا حل مشکل و جلوگیری از تکرار مشکلات مشابه پیگیری کنند و گزارش آن را نیز به اطلاع مردم برسانند.[۷۰]
- محمد کیانوش‌راد، نماینده مردم اهواز در مجلس ششم: کاش حداقل در قبال انتقال آب کارون، شهرها و روستاهای خوزستان را تشنه لب نمی‌گذاشتند. گویی قرار است خوزستان را به زمین سوخته تبدیل کنند و ظاهراً کاری هم از دست ما خوزستانی بر نمی‌آید.[۱۶۲]
- محسن رضایی، روز سه‌شنبه برای بررسی اوضاع به استان خوزستان سفر کرد.[۳۴]
- عبدالناصر همتی، به جای به رسمیت نشناختن حق اعتراض تشنگان، باید فرایندهای توسعه کشور را پایدار، متوازن و مشارکتی کرد.[۱۶۳]
- سید علی خامنه‌ای، رهبر جمهوری اسلامی روز جمعه ۱ مرداد ۱۴۰۰ پس از گذشت بیش از هشت روز از آغاز اعتراضات اهالی خوزستان در واکنشی اظهار کرده که مسئولان توصیه‌های متعدد پیشین در خصوص آب خوزستان و فاضلاب اهواز را «رعایت نکرده‌اند».[۱۶۴]
- علی شمخانی دبیر شورای امنیت در صفحه شخصی خود در فضای مجازی نوشت: به نیروهای امنیتی دستور داده شد بازداشتی‌های حوادث اخیر خوزستان که عمل مجرمانه‌ای نداشته‌اند به سرعت آزاد شوند. اعتراض حق طبیعی و قابل پذیرش در جمهوری اسلامی است. مردم اجازه نمی‌دهند مشکلات داخلی بستر سوء استفاده معاندین شود.

### تشکل‌های دانشجویی
۱۵۷ تشکل دانشجویی در بیانیه ای با اشاره به وقایع اخیر خوزستان و مطالبه گری برای حقوق مردم تأکید کردند: خواسته و نیاز مردم خط قرمز ماست و اگر هر کسی یا جریانی خواسته یا ناخواسته بخواهد منافع مردم را به خطر بیندازد به‌طور جدی همراه بامردم خواهیم بود و در مقابل آنان خواهیم ایستاد.

### فراخوان حمایت
سازمان حقوق بشر اهواز، برای حمایت از «تشنگان اهواز» برای تجمع در بروکسل در روز شنبه ۲۴ ژوئیه فراخوان داده است.
نیروهای امنیتی ایران ده‌ها فعال ایرانی در تهران و شهرهای دیگر را به دلیل فراخوان برگزاری تجمعات حمایت از اعتراضات خوزستان بازداشت کردند.
- چندین تشکل صنفی با انتقاد شدید از عملکرد جمهوری اسلامی، سرکوب خشونت‌آمیز این اعتراضات مردمی را محکوم کردند. شورای هماهنگی تشکل‌های صنفی فرهنگیان ایران، جمعی از فعالان صنفی معلمان و فعالان مدنی، سازمان معلمان ایران، سندیکای شرکت واحد و گروه اتحاد بازنشستگان در بیانیه‌های جداگانه‌ای همچنین از «هم‌وطنان ستمدیده و جان‌به‌لب‌رسیده» خود اعلام حمایت کردند.

### فضای مجازی
اعتراض‌های گسترده به کم‌آبی در خوزستان و عکس‌العمل حکومت به این اعتراض‌ها با واکنش گسترده کاربران و فعالان سیاسی و مدنی در شبکه‌های اجتماعی همراه بود. کاربران فارسی توییتر با استفاده از هشتگ‌های متعدد مانند #آب_مثل_آبان #آب_را_چه_کردید و #خوزستان_تنها_نیست و خوزستان تشنه است کوشیده‌اند توجه بیشتری را به رویدادهای خوزستان جلب کنند.
بسیاری از کاربران هم در شبکه‌های اجتماعی پوستر قرمز رنگی با عنوان «کارون جان ماست» و «کرخه جان ماست» را به عنوان تصویر پروفایل مشترک خود در شبکه‌های مجازی و پیام رسان‌ها گذاشته‌اند. پوسترها نشانه اعتراض مردم خوزستان به «صدور محرمانه مجوز محیط زیستی پروژه انتقال آب خوزستان» است.

## نتایج و اقدامات
طی گزارش میدانی از رودخانه کرخه رهاسازی آب به‌صورت موقت صورت گرفته و در جاهایی کشاورزان حاشیه سوسنگرد توانستند به آب دسترسی پیدا کنند ولی در مسیر سوسنگرد به بستان هنوز آب مورد نیاز به آن مناطق نرسیده و کشاورزان و دامداران همچنان منتظر رهاسازی بیشتری هستند.
سید محمد نبی موسوی نماینده ولی فقیه در خوزستان به همراه جمعی از شیوخ و بزرگان و مسئولان استان روز شنبه به بازدید از وضعیت ذخیره آب در سدهای دز و کرخه کردند.
با افزایش میزان خروجی سد کرخه ورود آب به مخازن ورودی تالاب هور العظیم گردید.
شماری از مقامات کشوری و لشکری از جمله اسحاق جهانگیری، معاون اول رئیس‌جمهوری ایران، حسین سلامی فرمانده کل سپاه پاسداران و محسن رضایی دبیر مجمع تشخیص مصلحت نظام نیز به استان خوزستان سفر کرده‌اند.

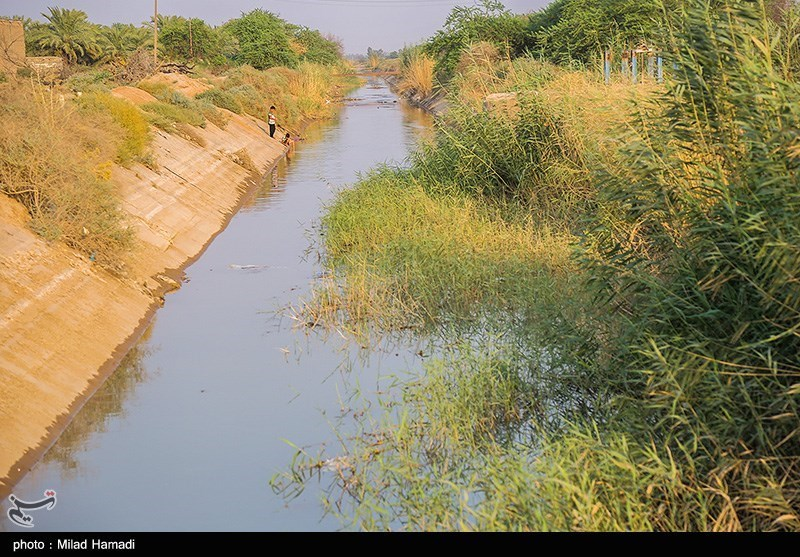
رهاسازی آب در سوسنگرد
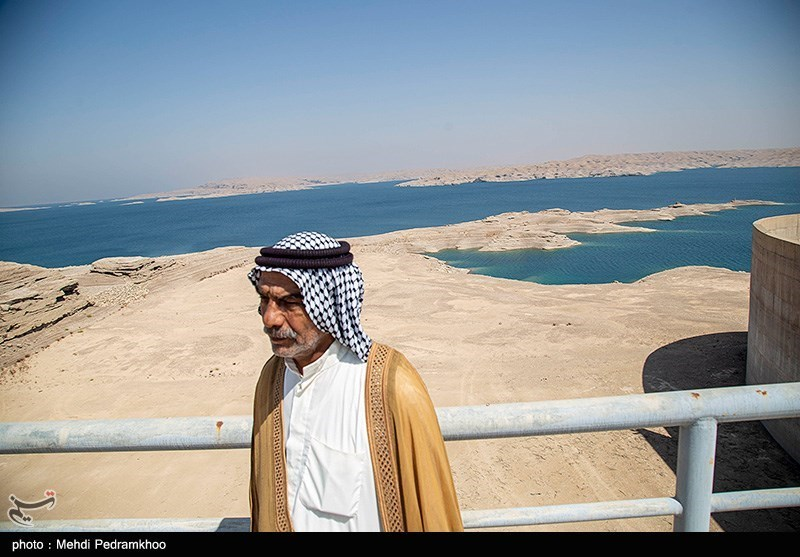
بازدید جمعی از شیوخ و بزرگان خوزستان از وضعیت ذخیره آب در سدهای دز و کرخه
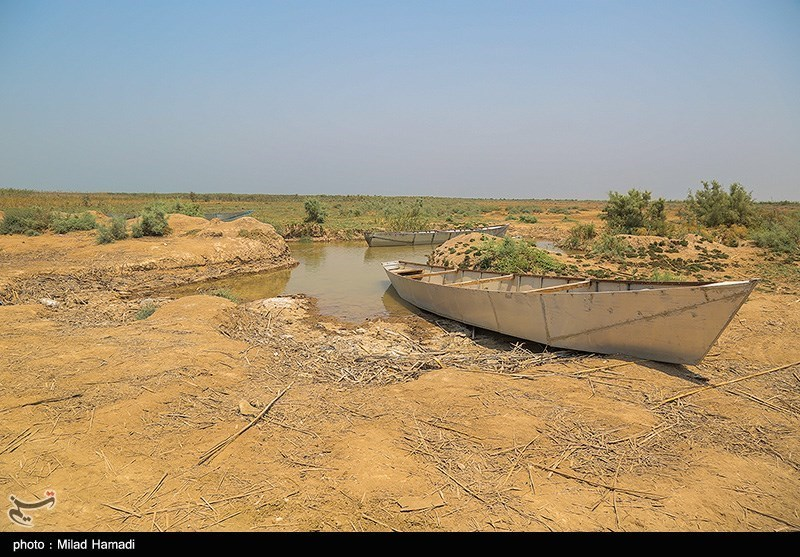
بازگشت آب به هورالعظیم

## شعارها
- الشعب یرید اسقاط النظام (به فارسی:  ملت سقوط نظام را می‌خواهد)
- رضاشاه روحت شاد[۳۴]
- آذربایجانا اویاخدی، خوزستانا دایاخدی (به فارسی: آذربایجان بیدار است، حامی خوزستان است) ۲ مرداد در تبریز
- الشط عطشان یرید مای (رود تشنه است آب می‌خواهد)
- انا عطشان (به فارسی: من تشنه‌ام)
- باسم الدین باگونه الحرامیه (به فارسی: دزدان به اسم دین غارتمان کردند)
- بالروح، بالدم، نفدیک یا کارون (به فارسی: روح و خونمان فدای کارون)
- بختیاری با عرب، اتحاد، اتحاد در ایذه[۳۴]
- برای مردن حاضریم، سربازان بابک‌ایم - ۲ مرداد در تبریز
- توپ تانک فشفشه خامنه‌ای ک سکشه
- توپ، تانک، فشفشه خامنه‌ای گم بشه[۲]
- جمهوری اسلامی، نمی‌خوایم، نمی‌خوایم در ایذه[۳۴]
- خامنه‌ای قاتله، حکومتش باطله[۷۱]
- خوزستان حمایتت می‌کنیم در یزدانشهر اصفهان
- رضا شاه شرمنده‌ایم[۳۴]
- شعارهای معترضان در تهران[۱۸۲]
- عطشان الشط راید مایه (رود تشنه است آبش را می‌خواهد)
- مای مای عطشان الشط (به فارسی: آب آب رود تشنه است)
- مرگ بر اصل ولایت فقیه[۳۴]
- مرگ بر جمهوری اسلامی[۱۸۳]
- مرگ بر خامنه‌ای[۲][۳۴]
- آذربایجان عرب فارس اتحاد اتحاد! - ۲ مرداد در تبریز
- ایرانی باغیرت، حمایت حمایت
- بی‌غیرتا نشستن زنا به ما پیوستن
- بی‌غیرت‌ها نشستن، منتظر چی هستن؟
- تا آخوند کفن نشود این وطن وطن نشود.
- تهران تا خوزستان، اتحاد، اتحاد
- توپ تانک فشفشه، آخوند باید گم بشه[۹]
- خامنه‌ای حیا کن، حکومتو رها کن
- خامنه‌ای حیا کن، مملکتو رها کن[۹]
- مرگ بر خامنه‌ای
- مرگ بر دیکتاتور[۹]
- نه غزه، نه لبنان، جانم فدای ایران
- نیروی انتظامی، حمایت حمایت[۹]
- کرج تا خوزستان، اتحاد اتحاد (در کرج)[۸۲]
- آبان فرزند ندارد، خوزستان آب ندارد - ۹ مرداد در تهران
- مرگ بر ستمگر، درود بر کارگر - ۹ مرداد در تهران
- کشور آب نداره، فشار (کشتار) ادامه داره - ۹ مرداد در تهران
- زندگی انسانی جمهوری ایرانی - در استان چهارمحال و بختیاری